# Giberto I Pio
Giberto I Pio va succeir al seu pare Galasso I Pio com a senyor de Carpi el 1367 rebent la investidura formal el 8 d'agost de 1387 amb Novi, Fossoli, Gorgatello, Santo Stefano e Rovereto.
Ambaixador de la ciutat d'Urbino a Florència el 1386. Es va casar amb Bianca Casati i en segones noces amb Taddea Fieschi de la família dels comtes de Lavagna, que fou regent del seu fill Marco I.
Va morir el 1389 i va deixar set fills: Alberto i Agnese, de la primera muller, que no van tenir dret a l'herència, i (de la segona dona) Marco I Pio, Alberto, Galasso, Verde (monja) i Niccolò.